# 达勒特古城遗址
达勒特古城遗址，当地俗称破城子，位于新疆维吾尔自治区博尔塔拉蒙古自治州博乐市达勒特镇，可能是喀喇汗王朝、西辽、察合台汗国、东察合台汗国时期的孛罗城所在地，14世纪遭弃。20世纪80年代开始对其发掘、考察。21世纪后，先后被列为全国重点文物保护单位、“十四五”时期大遗址、新疆维吾尔自治区考古遗址公园立项项目。
达勒特古城遗址是博尔塔拉蒙古自治州境内规模最大、形制最复杂的古城遗址。其格局为内、外双重结构。城内存有大量手工业作坊遗迹，包括制陶窑址、水晶制品作坊、冶铁遗址、制币遗址等。出土钱币、陶瓷器、金属器、石器、骨角牙、玻璃等遗物。

## 地理地望
达勒特古城遗址位于新疆维吾尔自治区博尔塔拉蒙古自治州博乐市达勒特镇东南，查干苏木村南侧，原破城子村北侧，向西27千米为博乐市市区。丝绸之路方面，位于唐代丝绸之路北道中段，向南翻越金牙山或车岭，可抵达伊犁河、弓月城遗址。向西过赛里木湖可抵达碎叶城。地理上，达勒特古城遗址位于天山山脉北麓，准噶尔盆地的西南，博尔塔拉河和大河沿子河交汇之处北岸台地之上，海拔325米，地势平坦。一条东南-西北的干枯河道位于古城外。周边野生植被以骆驼刺、碱蓬、梭梭等为主。古城东南方向有沼泽；西北侧为山梁，有戈壁；北侧为农田，20千米外为艾比湖。:98-104

## 古城历史
内、外城夯土采样测放射性碳定年法得内城建造约为9世纪晚期到11世纪初，相对应为喀喇汗王朝时期。外城测得12世纪中叶到13世纪中叶，相对应为西辽时期。至察合台汗国时期，达勒特城到达鼎盛。14世纪晚期，即东察合台汗国时期城址遭遗弃。达勒特城遭到遗弃可能是帖木儿汗国攻打东察合台汗国所致，也可能是因为洪水袭扰。至明代洪武时期，吏部员外郎陈诚出使帖木儿汗国时，达勒特城便已是废墟。
达勒特古城遗址基本确定为孛罗城（或称不剌《西游录》、普剌《元史·西北地附录》、布拉《元史·耶律希亮传》）。耶律楚材所著《西游录》、刘郁所著《西使记》等史籍中，孛罗城是天山北麓、博尔塔拉河一带的中心城市，距离瀚海军（即昌吉回族自治州吉木萨尔县北庭故城遗址）千余里，有三五处卫星城市。符合达勒特古城遗址的地理位置及规模，达勒特古城是博尔塔拉境内规模最大、形制最复杂的城址。《西使记》载“过孛罗城……城居肆囿间错，土屋窗户皆琉璃……孛罗城迤西，金银铜为钱，有文而无孔”。与达勒特古城遗址的出土文物所证明的城内有着发达的手工业与商贸业所契合。:1-16

## 形制规模
达勒特古城遗址格局特点主要为内、外双重结构，另在城址外东部存有遗迹。达勒特古城的城址地处河岸高地，占地面积约13万平方米，外城平面呈不规则形状，西侧、北侧、东侧城墙临干枯河道。内、外城城墙为夯筑。南侧城墙尚存约550米，墙基残宽约5米，残高最高处超过3米，夯窝明显，夯层厚10到12厘米。南侧城墙中部存有宽约5米的城门痕迹，其东侧有残高4米，边长约15米的方形土台。西侧城墙并不连续，总长约240米，第三次全国文物普查时尚存3处马面。东侧城区仅有35米长的一段，第三次全国文物普查时尚存城门痕迹，其外有瓮城。外城无北墙痕迹。内城位于外城西北部，平面呈方形，边长约100米，墙基残宽约3米，残高3到5米不等。内城城门位于东侧城墙处，外有向南开的瓮城。内城城墙处有12处马面。
达勒特古城遗址存有房址、浴场、灶址、水井、灰坑、墓葬等。古城内建筑遗迹多为夯土结构，也存在砖砌结构建筑。内城东南角留存有砖砌浴池遗迹，残存有5间房间，其中4间有火道取暖设施。城内存在大量手工业作坊遗址，内城西南角的元代房址或为水晶制品作坊，存有类似中国北方的火炕，并出土有水晶制品的半成品或成品。外城西侧城墙处存一处可烧制釉陶器的元代窑址，出土有灰陶陶器、胚件、支钉等遗物。外城西北角有一处冶铁遗址，分布有大量炼渣。外城还有两处出土察合台铜币、铜片的制币遗址。古城外东部遗址与西侧古城遗址隔河道相望，地势较城址更低更平缓。遗址不见城垣，遗址范围长1千米，宽300米，遗址偏南处有三处呈品字形分布的房址。房址皆为红砖垒砌，均坐北朝南。东部遗址地表有残陶片。达勒特古城遗址北侧约500米处为墓葬区。:98-104

## 发掘考古
20世纪60年代，新疆博物馆李遇春曾至博尔塔拉蒙古自治州调查文物遗迹，此行他听说达勒特古城的存在，但未到现场调查。1983年，破城子村村民取土时发现装满银币的陶罐，但因大多锈蚀，村民不知为何物而遗弃。少部分留存的现藏于博尔塔拉蒙古自治州博物馆。1987年，村民又因建房发掘出金币等遗物。同一年，李遇春等人初步探查达勒特古城遗址，调查范围仅限于城垣一带。李遇春首次提出达勒特古城遗址可能为唐双河都督府治和宋元时期的孛罗城。
于是在1988年，博尔塔拉蒙古自治州文物普查队进一步调查达勒特古城遗址，在其普查报告更为详尽的介绍古城范围、布局等方面内容。1993年到1994年，古城外东部遗址三处房址被新疆博物馆等单位，出土陶器等遗物。2009年，第三次全国文物普查时复查，并增加马面、古井、工业作坊等遗存。博尔塔拉蒙古自治州博物馆工作人员韩雪昆参与以上多次考察，并从破城子村的村民处征集文物，这些文物成为博尔塔拉蒙古自治州博物馆历史文化展的主体。同时，韩雪昆通过地理位置、形制规模、出土文物、古籍记载等方面论证达勒特古城遗址为孛罗城，并几成定论。:118-133
2014年，博乐市人民政府主办“新疆博乐市达勒特古城学术研讨会”，北京大学、中国人民大学、中国社会科学院、新疆维吾尔自治区博物馆、新疆文物考古研究所等高校和科研单位的相关学者与会。此后自2016年起，新疆文物考古研究所、博乐市文物局、中国人民大学北方民族考古研究所等部门和单位先后多次对达勒特古城遗址主动发掘，至2022年发掘不到5600平方米，清理发掘超过550处遗迹，包括城门、房址、灶、井、灰坑、窑址、墓葬等。出土超过2700件遗物，包括陶瓷器、钱币、金属器、石器、骨器等。2025年，中国考古学会宋辽金元明清考古专业委员会、中国考古学会建筑考古专业委员会在博乐市举办“达勒特古城遗址历史和文化学术交流会”，新疆文物考古研究所、中国社会科学院考古研究所、北京大学、清华大学等机构或高校的学者、考古人员与会。

## 保护利用
1991年，达勒特古城遗址被列为第三批新疆维吾尔自治区文物保护单位。2008年，博乐开始封闭保护古城遗址。并在第二年公布达勒特古城遗址的保护范围和建设控制地带。2013年，中华人民共和国国务院公布第七批全国重点文物保护单位，达勒特古城遗址为古遗址之一。2021年，国家文物局引发《大遗址保护利用“十四五”专项规划》，达勒特古城为“十四五”时期大遗址之一位列其中。2023年，博乐市达勒特古城遗址被新疆维吾尔自治区文化和旅游厅列为新疆维吾尔自治区考古遗址公园立项名单。
以达勒特古城遗址为核心景点，达勒特镇于2020年开始建设孛罗驿站民宿。查干苏木村于2022年开始建设古风貌文旅小镇，设施包括游客接待中心、文物展陈馆、博州礼物展示区等。2021年，达勒特古城遗址考古工作站开始组织人员、邀请辽上京考古队技师，修复所发掘文物。2023年，达勒特古城遗址陈列馆开工建设，设有序厅、回望孛罗展厅、历史沿革展厅、尾厅、文创互动区。同时，对古城掘浴场、房址等修缮保护。

## 出土遗物
自达勒特古城遗址出土的遗物包括钱币、陶瓷器、金属器、石器、骨角牙、玻璃等。达勒特古城遗址出土的钱币以察合台汗国时期的金、银、铜币居多。金币中最重超10克，最轻超5克，银币最重2.3克，铜币最重2.4克。其中一枚金币上铸阿拉伯铭文“阿力麻里”“除安拉外别无真神，穆罕默德为唯一使者。”陶器材质以夹砂红陶为主，存灰陶、釉陶等。器形以瓮、罐、盆、碗、灯居多，残陶片数量较大。一些陶器上有水波纹等不同纹饰，部分镌有阿拉伯文。城内出土有金条、金饰带、金手镯、铜镜等金属器。其中一铜镜为圆形铜镜，一面铸汉字“长安王家 清铜照子”，另一面存花饰。达勒特古城遗址出土有数千件动物骨骼，其中以羊（包括绵羊和山羊）数量最多。家养动物也包括马、黄牛、骆驼、狗、驴、猪。达勒特古城居民既会将家养动物作为食物，也会利用其作为畜力，还会将羊毛等副产品作为资源。达勒特古城居民所种主要农作物为粟、麦等。